# Hermann Simon (Komponist)
Hermann Simon (* 26. Januar 1896 in Berlin; † 14. November 1948 in Waldshut-Tiengen) war ein deutscher Komponist.

## Leben
Frühe Schicksalsschläge prägten Simons Kindheit. Seine Mutter starb früh und er selbst lag nach einem schweren Sturz für Monate im Koma. Simon wurde musikalisch als Chorknabe im Staats- und Domchor Berlin und später an der Staatlichen Hochschule für Musik ausgebildet. Mit seinen Kompositionen bildete er einen bedeutenden Beitrag zur Erneuerung der evangelischen Kirchenmusik. Wegen seiner Vorliebe für Textvertonungen prägte die Presse für ihn das Schlagwort „Wortmusiker“. 1932 erhielt er den Auftrag des Berliner Staatstheaters anlässlich des 100. Todestages von Johann Wolfgang von Goethe eine neue Schauspielmusik zu Faust. Eine Tragödie zu komponieren. Das Ergebnis war eine knappe Tonsprache, dabei von realistisch packender Dramatik und wurde als Musterbeispiel vorbildlicher Schauspielmusik gepriesen. Hierdurch kam Simon in künstlerischen Kontakt mit Gustaf Gründgens, der die Aufführungen inszenierte. Hermann Simon hatte nie eine feste Position. Während des Nationalsozialismus schlug er sich mit Vertonungen von NS-treuen Textern wie Heinrich Anacker und Kurt Eggers durch. Gleichzeitig wurden unter dem Titel „Choräle der Nation“ jene seiner Chorlieder herausgegeben, die bereits im sozialistischen Chorleben einen festen Platz gehabt hatten. Nach Ende des Zweiten Weltkrieges wurde er schwer leidend. Eine Berufung an das Städtische Konservatorium in Berlin konnte er nicht mehr antreten. In Waldshut und Tiengen gab er noch ganz einzelne Aufführungen seiner Werke, zusammen mit seiner Frau, der Lieder- und Oratoriensängerin Else Simon.

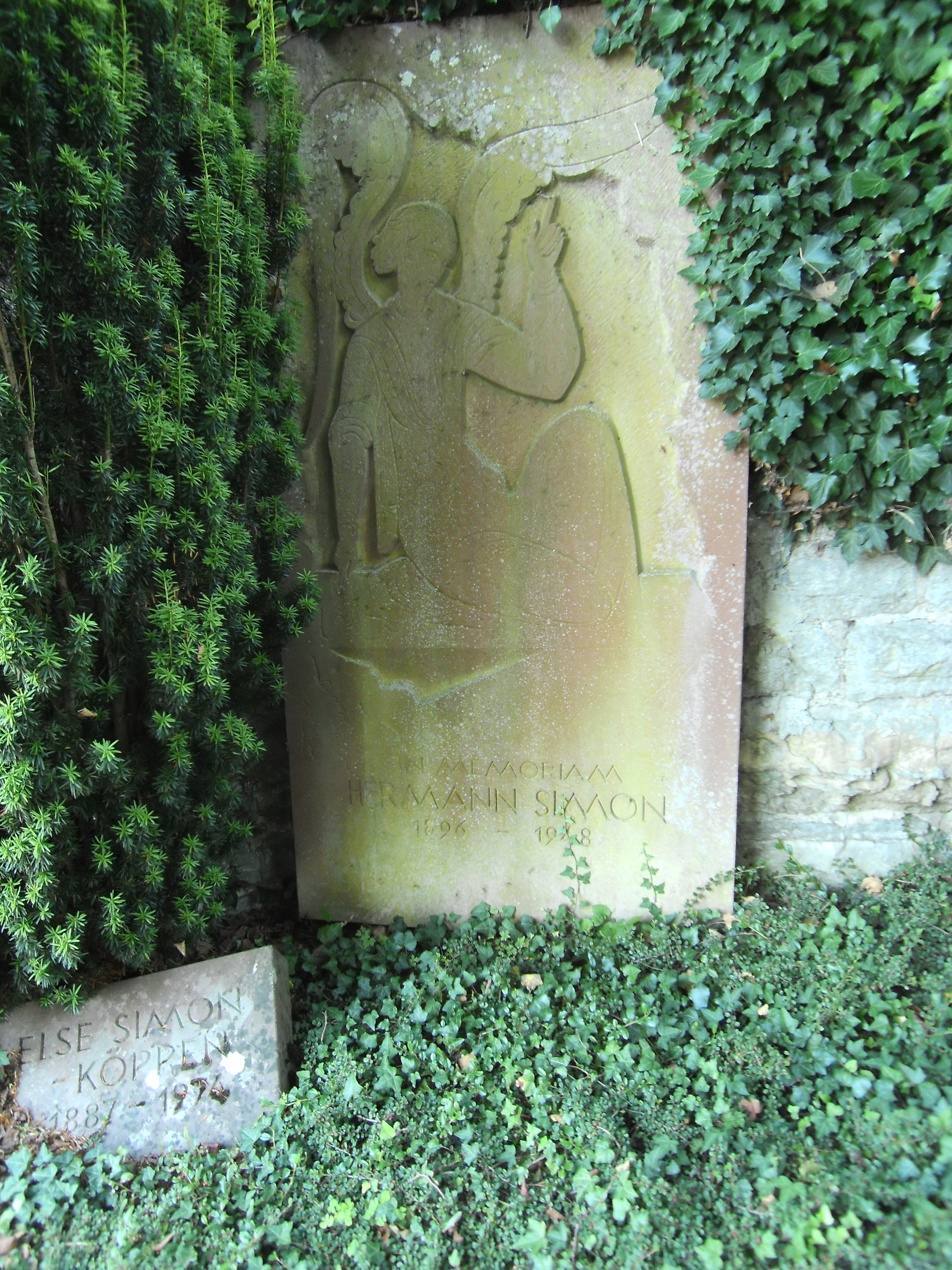
Grab von Hermann Simon und Else Simon in Tiengen

Der Bildhauer Alfred Sachs nahm seine Totenmaske ab. Zunächst wurde er in der Nähe des Grabes von Philipp Manning und seiner Frau, einer Mozartsängerin bestattet. Nach einem neuen Grabsteinentwurf durch Ruth Schaumann ruht er nun nahe dem Grab von Paul Kaminski, dem Vater des Komponisten Heinrich Kaminski.
Als Komponist war Simon von besonderer stilistischer und harmonischer Eigenprägung, weder durch Überlieferung noch durch Modeströmungen belastet. Er trat mit Oratorien in Kantatenform, Chören aller Gattungen, vokalen Kammermusiken und Liedschöpfungen hervor. Seine Besonderheit war das Aussparen des Satzes und die seinerzeit ungewöhnlichen Koppelungen von Instrumenten, z. B. Flöte und Cello, Gesang und Horn u. a. m.

## Werke (Auswahl)
- Eine in jungen Jahren für eine Aufführung durch Bruno Walter in Berlin geschaffene, abendfüllende Oper Reinhold Lenz, des Dichters Ende, die die unglücklichen Lebensschicksale des Reinhold Lenz in symbolhaften Visionen behandelt, wurde nie aufgeführt, die ersten drei Bilder gingen verloren.
- Altjahrslied (F. Woike)
- Auferstehn, ja auferstehn wirst du (Klopstock)
- Auf dem Heimweg (Rudolf Alexander Schröder) für eine tiefe Singstimme und Violine, Viola und Cello, 1947
- Aus der Kinderfibel (Ottmar Gerster) für Altstimme und Bratsche, 1938
- Crucifixus
- Feiertagsmusik (E. Loindenborn) f. Männerchor u. Blasorch., 1939
- Der Fuhrmann f. 3stgn. Männerchor
- Imo Schäfer, Füll alles, was nach dir sich heißt (G. Schüler)
- Rich. Löwe, Gebet (Ad. Schlatter)
- Gebet: Herr, den ich tief im Herzen trage für Gesang und Klavier
- Drei Goethe-Gesänge
- Faust I. Schauspielmusik zu Goethes Tragödie, 1932
- Lieder zu Faust I (Goethe) f. 1 mittl. Männerstimme u. 4 Soloinstr., 1939
- Drei hymnische Gesänge
- Sinfonische Gesänge auf Nietzsche-Dichtungen für Bariton und Orchester
- Heidekraut (H. Anacker) f. 3stgn. Männerchor
- Die Liebende (Text von Ruth Schaumann) für 1 Singstimme und Klavier, 1939
- Lied der Getreuen f. 1-2stgn. Chor mit u. ohne Instr.
- Fünf plattdeutsche Lieder (Groth/Sühle) für Mezzosopran, Oboe, Klarinette und Klavier
- Neue Lieder für Kirche und Haus für eine mittl. Singstimme und Orgel, 1939
- Der Kreuzweg, eine musikalische Andacht nach R.S.’s Bildwerk und Gedichten, 1937
- Luthermesse
- Mitte des Lebens (Text von Rudolf Alexander Schröder), für 3stgn. Kinder- und Frauenchor zu den Chorälen 3, 5, 7, 11, 13.
- Pans Flucht. Lyrisch humoristische Szene (Bierbaum) für Sopran, Flöte, Oboe, Klarinette, Fagott und Horn
- Die Pflicht (K. Eggers) f. 2-3stgn. Männerchor
- Psalm 24, 74, 121 (H. Vogel)
- Vater Wald (Joh. Linke) f. 3stgn. Frauenchor
- Volk will zu Volk (H. Gutberlet) f. 2-3stgn. Männerchor
- Weihnachtsbotschaft

## Ehrungen
In Waldshut-Tiengen wurde eine Straße nach ihm benannt.

## Dokumente
Briefe von Hermann Simon befinden sich im Bestand des Leipziger Musikverlages C.F.Peters im Staatsarchiv Leipzig.
Das Werkverzeichnis enthält über 100 Arbeiten, 75 Stücke wurden aus dem Nachlass seiner Frau dem Klettgau Museum übergeben, davon 19 im Manuskript.